# 墨西哥州
墨西哥州（西班牙語：Estado de México），簡稱墨州（西班牙語：Edoméx），是墨西哥31個州之一，位於該國中部，從北、東、西三個方向包圍聯邦區墨西哥城。
該州長期是革命制度黨的大本營。